# 陽川区

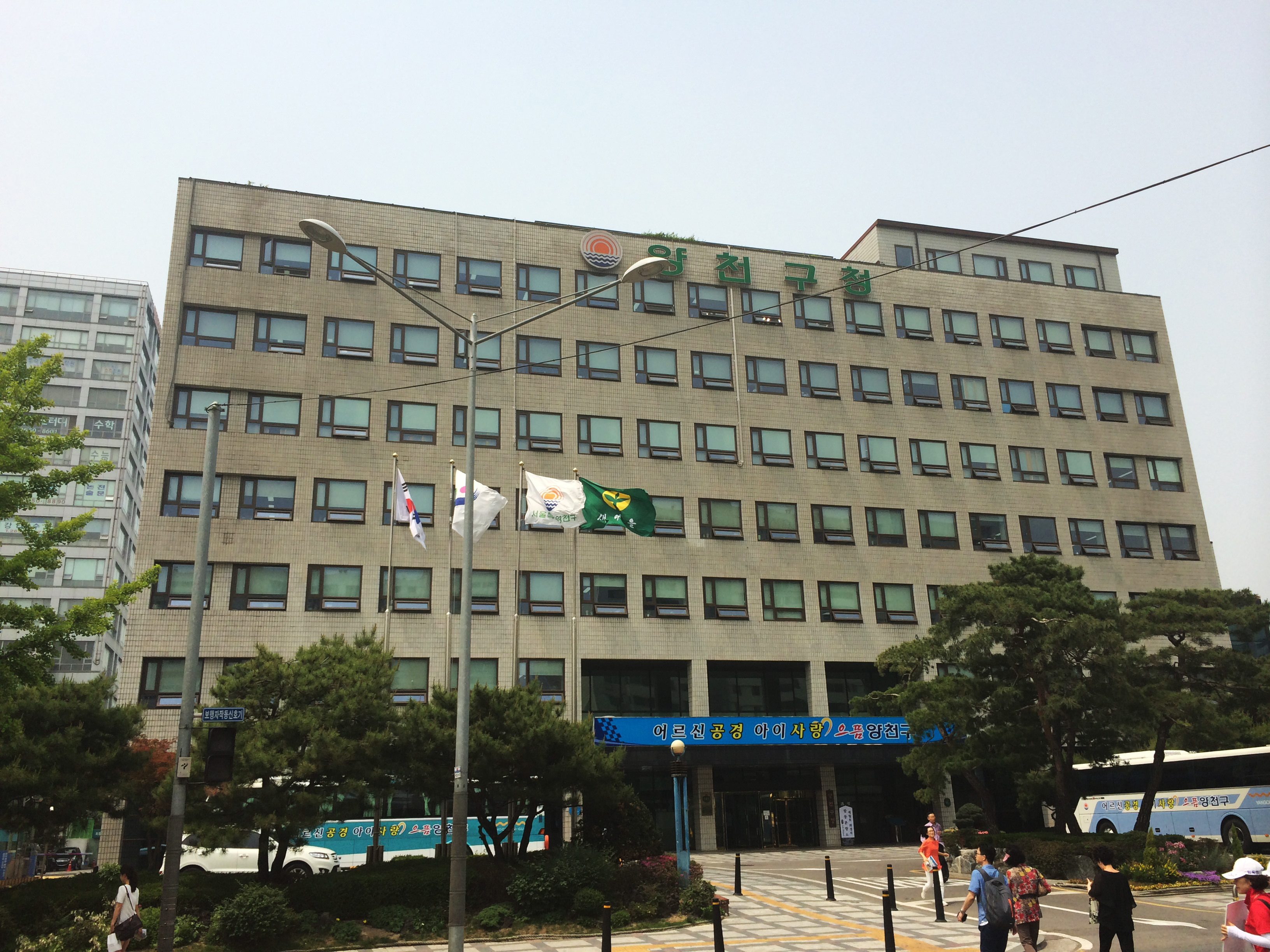
陽川区庁

陽川区（ヤンチョンく）は、ソウル特別市南西部にある区である。

## 歴史
- 1988年1月1日 江西区から木洞、新月洞、新亭洞を分割し、陽川区を新設。
- 1994年12月26日 新月洞の一部を江西区に編入。

## 行政

### 行政区域

行政区域図

| 行政洞                          | 法定洞 |
| ------------------------------- | ------ |
| 木1洞（モギルトン）             | 木洞   |
| 木2洞（モギドン）               | 木洞   |
| 木3洞（モクサムドン）           | 木洞   |
| 木4洞（モクサドン）             | 木洞   |
| 木5洞（モゴドン）               | 木洞   |
| 新月1洞（シノリルトン）         | 新月洞 |
| 新月2洞（シノリドン）           | 新月洞 |
| 新月3洞（シノルサムドン）       | 新月洞 |
| 新月4洞（シノルサドン）         | 新月洞 |
| 新月5洞（シノロドン）           | 新月洞 |
| 新月6洞（シノルリュクトン）     | 新月洞 |
| 新月7洞（シノルチルトン）       | 新月洞 |
| 新亭1洞（シンジョンイルトン）   | 新亭洞 |
| 新亭2洞（シンジョンイドン）     | 新亭洞 |
| 新亭3洞（シンジョンサムドン）   | 新亭洞 |
| 新亭4洞（シンジョンサドン）     | 新亭洞 |
| 新亭6洞（シンジョンニュクトン） | 新亭洞 |
| 新亭7洞（シンジョンチルトン）   | 新亭洞 |

### 警察
- ソウル陽川警察署

### 消防
- 陽川消防署

## 公共施設
- 木洞熱電併給所
- SBS
- CBS（基督教放送）
- ソウル南部地方法院
- ソウル南部地方検察庁

## 交通

### 鉄道
- ソウル交通公社
  - 2号線新亭支線

陽川区庁駅 - 新亭ネゴリ駅
  - 5号線

新亭駅 - 木洞駅 - 梧木橋駅
- ソウル市メトロ9号線
新木洞駅

### 高速道路
- 京仁高速道路
  - 新月インターチェンジ